# کروم هگزاکربونیل
کروم هگزاکربونیل (به انگلیسی: Chromium hexacarbonyl) با فرمول شیمیایی C۶CrO۶ یک ترکیب شیمیایی با شناسه پاب‌کم ۵۱۸۶۷۷ است. که جرم مولی آن ۲۲۰٫۰۵۷ g/mol می‌باشد. شکل ظاهری این ترکیب، بلورهای بی‌رنگ است.